# Harry F. Olson
Harry Ferdinand Olson (Mount Pleasant, 28 december 1901 – Princeton, 1 april 1982) was een Amerikaanse ingenieur, erudiet wetenschapper en uitvinder, die onderzoek deed en ontwerpen maakte op het gebied van de akoestiek.

## Levensloop
Gedurende zijn veertigjarige loopbaan bij de Radio Corporation of America (RCA) realiseerde Olson verbeteringen aan microfoons, HiFi luidsprekers en aan diverse opname- en weergaveapparatuur voor zowel onderwatertoepassingen als voor de weergave in de open lucht, zoals in "Public Address" systemen. 
Vooral zijn verbeteringen aan zowel de drukmicrofoon als aan de drukgradiëntmicrofoon (snelheidsmicrofoon) leidden bij RCA tot succesvolle realisaties.
Twee van zijn verwezenlijkingen bij RCA waren de ontwikkeling van een magnetische bandrecorder voor televisiesignalen en een elektronische muzieksynthesizer, die als een van de eerste in zijn soort moet worden beschouwd.
Zijn ingenieursstudies startte hij in 1924 aan de Universiteit van Iowa. Hij behaalde er zijn PhD in 1928. Onderwerp van zijn onderzoekingen aan die universiteit waren onder meer de polarisatie van het licht onder invloed van botsingen met elektronen, experimentele verificatie van de Maxwell-Boltzmann-verdeling voor atomen. Als onderzoeksthema voor zijn doctoraat koos hij de polarisatie van de resonantiestraling in kwik. 
Aan Olson werden voor zijn vindingen meer dan honderd octrooien verleend. Een daarvan beschrijft een akoestische stethoscoop waarmee artsen in 1940 elk geluid van het menselijk lichaam konden beluisteren.
Olson publiceerde meer dan 130 wetenschappelijke artikelen. Hij was een tijdlang voorzitter en uitgever van wetenschappelijke tijdschriften als de Journal of the Audio Engineering Society en de Journal of the Acoustical Society of America. Aan hem werden verschillende prijzen toegekend door gezaghebbende technische en wetenschappelijke organisaties en instellingen. In 1959 werd hij gekozen tot de National Academy of Sciences.

## Gepubliceerde boeken
- Elements of Acoustical Engineering, 1940, New York: D. Van Nostrand Company
- Dynamical Analogies, 1943, New York: D. Van Nostrand Company
- Musical Engineering, 1952, New York: McGraw-Hill
- Acoustical Engineering, 1957, Princeton: D. Van Nostrand Company
- Solutions of Engineering Problems by Dynamical Analogies, 1966, Princeton: D. Van Nostrand Company
- Music, Physics and Engineering, second edition, 1966, New York: Dover Publications, Inc
- Modern Sound Reproduction, 1972, New York: Van Nostrand Reinhold Company

## Enkele van Olsons octrooien
- (en)  Unidirectionele cardioïde microfoon
- (en)  Dubbele spreekspoel luidspreker
- (en)  Akoestische hoorn met meervoudige hoornconstanten
- (en)  Spraakanalyse